# WALK ON THE MOON
「WALK ON THE MOON」（ウォーク・オン・ザ・ムーン）は、M-AGEのシングル及び楽曲。

## 解説
1992年1月21日にリリースされた、M-AGEの1枚目の8cmシングル。

## 収録曲
1. WALK ON THE MOON （作詞・作曲: KAJIWARA YUJI）
2. VISITOR （作詞: KOICHIRO、作曲: KAJIWARA YUJI）

## その他の収録作品
- WALK ON THE MOON
  - 3 RE-MIX + 1 （1992年1月21日、Mega-mix）
  - MUSTARD （1992年2月21日、REMIX）
- VISITOR
  - 3 RE-MIX + 1 （1992年1月21日、Illogical Dub Mix）
  - MUSTARD （1992年2月21日）